# Гадсон (Огайо)
Гадсон (англ. Hudson) — місто (англ. city) в США, в окрузі Самміт штату Огайо. Населення — 23 110 осіб (2020).

## Географія
Гадсон розташований за координатами 41°14′21″ пн. ш. 81°26′30″ зх. д. / 41.23917° пн. ш. 81.44167° зх. д. (41.239213, -81.441611).  За даними Бюро перепису населення США в 2010 році місто мало площу 66,98 км², з яких 66,29 км² — суходіл та 0,69 км² — водойми.

## Демографія
Згідно з переписом 2010 року, у місті мешкали 22 262 особи в 7620 домогосподарствах у складі 6301 родини. Густота населення становила 332 особи/км².  Було 8002 помешкання (119/км²).
Расовий склад населення:
| - 92,7 % — білих - 4,3 % — азіатів - 1,3 % — чорних або афроамериканців - 0,1 % — корінних американців |

До двох чи більше рас належало 1,3 %. Частка іспаномовних становила 1,7 % від усіх жителів.
За віковим діапазоном населення розподілялося таким чином: 30,1 % — особи молодші 18 років, 58,1 % — особи у віці 18—64 років, 11,8 % — особи у віці 65 років та старші. Медіана віку мешканця становила 42,5 року. На 100 осіб жіночої статі у місті припадало 96,4 чоловіків;  на 100 жінок у віці від 18 років та старших — 93,4 чоловіків також старших 18 років.
Середній дохід на одне домашнє господарство  становив 154 744 долари США (медіана — 124 529), а середній дохід на одну сім'ю — 171 791 долар (медіана — 139 764). Медіана доходів становила 105 131 долар для чоловіків та 69 260 доларів для жінок. За межею бідності перебувало 3,8 % осіб, у тому числі 4,5 % дітей у віці до 18 років та 2,3 % осіб у віці 65 років та старших.
Цивільне працевлаштоване населення становило 10 508 осіб. Основні галузі зайнятості: освіта, охорона здоров'я та соціальна допомога — 24,5 %, виробництво — 18,2 %, науковці, спеціалісти, менеджери — 15,6 %.